# Čingov

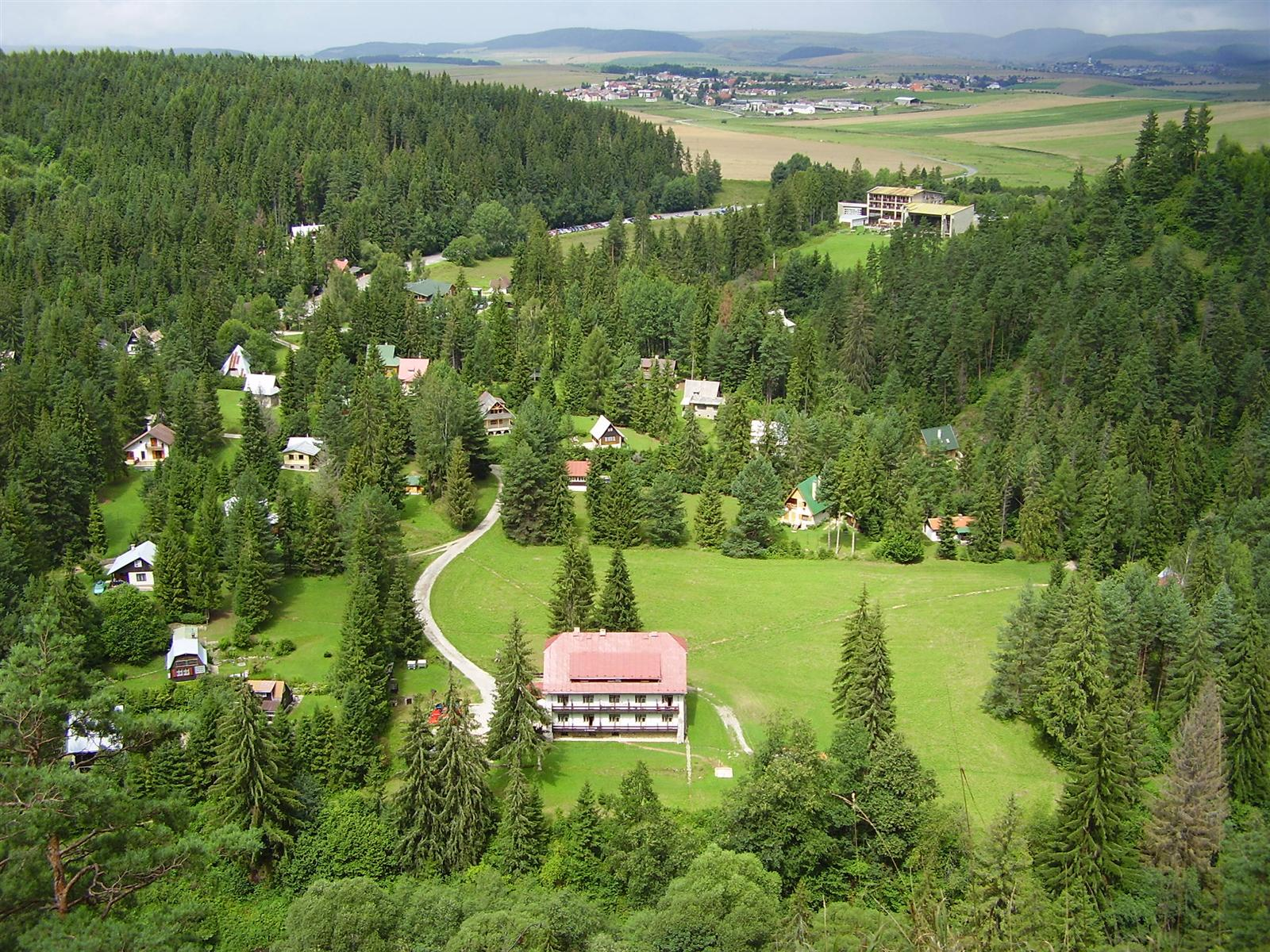
Ogólny widok na Čingov z Sowiej Skały

Čingov – ośrodek turystyczny na Słowacji znajdujący się w rozszerzeniu doliny Hornadu na północno-wschodnim obrzeżu Słowackiego Raju. Jest częścią miejscowości Smižany. Druga blisko położona miejscowość to Spišské Tomášovce. Z obydwu tych miejscowości prowadzą do Čingova drogi dojazdowe. Z Čingova wychodzą szlaki turystyki pieszej po Słowackim Raju. Jest tutaj parking dla samochodów, restauracje i bufety, hotele, domki kempingowe, basen, sauna, tor łyżwiarski
Čingov jest dobrym punktem wypadowym wycieczek pieszych i rowerowych po Słowackim Raju. Najbliżej położone atrakcje turystyczne to: Przełom Hornadu, Tomášovský výhľad, Kláštorisko, Sokolia dolina i Klauzy. Na położonym po północno-wschodniej stronie Čingova wzgórzu Hradisko odkryto pozostałości dawnego grodziska  pochodzącego z epoki młodszego kamienia.